# Gemlik
Gemlik je přístavní město v Turecku se přibližně 111 tisíci obyvateli. Je sídlem stejnojmenného okresu v provincii Bursa. 
Gemlik patří k historické oblasti Bithýnie. Leží na pobřeží Gemlického zálivu Marmarského moře 30 km severně od Bursy. Je obklopen horským pásmem Samanlı Dağları a leží na seizmicky aktivní zóně. Východně od města se nachází İznické jezero. Podnebí je středozemní.
Ve starověku zde existovalo řecké město Kíos, které podle legendy založil stejnojmenný Héraklův přítel. Bylo kolonií Milétu a pak součástí Aitólského spolku. V roce 202 př. n. l. je ovládl Prúsiás I., podle něhož neslo v římském období název Prusias ad Mare. Bylo jedním z center šíření křesťanství a v byzantském soupisu Notitiae Episcopatuum je uváděno jako sídlo biskupa (zůstává titulární diecézí). Ve středověku město prosperovalo díky poloze na Hedvábné stezce. V 11. století je zabrali Seldžuci a pak křižáci, patřilo Nikájskému císařství a roku 1333 se stalo součástí Osmanské říše. Turecký název pochází z výrazu gemilik, což znamená loděnici. Většinu obyvatel tvořili Řekové, kteří město po řecko-turecké válce museli opustit a založili na Peloponésu nové město Nea Kios. 
V roce 1920 měl Gemlik okolo 5 000 obyvatel, pak začal rychlý populační růst. Gemlik je významným obchodním přístavem se speciální ekonomickou zónou. Je také přímořským letoviskem pro obyvatele nedalekého Istanbulu. Podle města je pojmenována odrůda gemlických oliv, vyznačující se střední velikostí, tmavou barvou a vysokým obsahem oleje. Kromě toho se pěstují jablka, broskve, lilky a okurky, v Gemliku vznikla nejstarší turecká konzervárna Rifat Minare. Nachází se zde také továrna na umělé hedvábí Sümerbank, ocelářský podnik Borçelik a firma Tügsaş vyrábějící hnojiva. V okolí se těží dolerit.
Součástí města se stala vesnice Umurbey, rodiště třetího tureckého prezidenta Celâla Bayara. 